# 三年待った女
『三年待った女』（さんねんまったおんな）は、1981年8月18日から1981年9月22日まで、日本テレビ系列の『火曜劇場』（毎週火曜日22:00〜22:54）にて放映されたテレビドラマ。全6話。『火曜劇場』の最終作となった。

## 概要・内容
平凡な主婦の小杉友子は夫・孝彦に突然失踪され、残された娘と姑を支えるため、新宿駅ビル内の紳士用品店「アポロン」で働き始める。友子のもとへ叔父が持ってきた縁談は全て断っていたが、中学校教師の八木壮介と知り合い、そこから壮介との再婚を本格的に考え出すようになる。しかし、失踪から三年が経って、孝彦が突然家に帰って来た。しかも、離婚する気は全く無いという。自立する力が付いた友子が自分の意志でどう生きていくか、その再婚願望と男と女の心理、娘・姑らとの家族の絆などを絡めて描いていった。
本作の放送終了により火曜22時台の連続ドラマ枠は休止し、火曜サスペンス劇場→DRAMA COMPLEX→火曜ドラマゴールドと長年にわたり単発ドラマ枠が続くこととなる。この時間帯で連続ドラマが再開されるのは、約25年半後の2007年4月期に火曜ドラマ枠で放送された『セクシーボイスアンドロボ』である。　

## キャスト
- 小杉友子：山本陽子 - 39歳
- 八木壮介：江守徹
37歳、中学の数学教師。妻は5年前に死別。友子の娘の担任・井手算子と交際していたが。徐々に友子に惹かれていく。
- 小杉孝彦：秋野太作 - 38歳
- つや子：五月みどり - スナックのママ
- 沢本真理子：増田恵子
23〜24歳、友子のいとこ。大学4年生で友子の家に下宿。大学の同級生の修とは恋人同士。友子に同情して孝彦との離婚を勧める。
- 友子の叔父：渡辺文雄
- 井手算子：結城美栄子
38歳、めぐみの学校のクラスの担任。八木と交際中は結婚を意識していたが、八木が友子に惹かれていくことにより失恋。
- 安武修：北詰友樹
22歳、真理子の恋人。就職活動中であるが、決まらずに焦っている。真理子との結婚願望があるが有るが、お互い態度がはっきりしないためぐずぐずしている。
- 伊藤敏八
- 竹田かほり
- 小杉ちか：丹阿弥谷津子 - 友子の義母（姑、57歳）
- 小杉めぐみ：斉藤ゆかり[2]- 友子の娘（12歳）
- エリ：清水クーコ
- 林田実：橋爪功
39〜40歳、友子の勤める「アポロン」の営業部長。大学時代から壮介の友人で、彼も友子に惹かれていた所があったが、壮介との関係を知った後は二人を結びつけようと動く。

（出典：）

## スタッフ
- 脚本：石松愛弘
- 演出：波多腰晋二
- 製作：日本テレビ